# Epopostruma
Epopostruma é um gênero de insetos, pertencente a família Formicidae.

## Espécies
- Epopostruma alata Shattuck, 2000
- Epopostruma angela Shattuck, 2000
- Epopostruma angulata Shattuck, 2000
- Epopostruma areosylva Shattuck, 2000
- Epopostruma avicula Shattuck, 2000
- Epopostruma curiosa Shattuck, 2000
- Epopostruma frosti (Brown, 1948)
- Epopostruma infuscocephala Shattuck, 2000
- Epopostruma inornata Shattuck, 2007
- Epopostruma kangarooensis Shattuck, 2000
- Epopostruma lattini Shattuck, 2000
- Epopostruma mercurii Shattuck, 2000
- Epopostruma monstrosa Viehmeyer, 1925
- Epopostruma natalae Shattuck, 2000
- Epopostruma quadrispinosa (Forel, 1895)
- Epopostruma sowestensis Shattuck, 2000
- Epopostruma terrula Shattuck, 2000
- Epopostruma vitta Shattuck, 2000
- Epopostruma wardi Shattuck, 2000